# Vila Isabel
Vila Isabel és un barri de classe mitjana i classe mitjana alta de la Zona Nord del municipi de Rio de Janeiro. Conegut per ser un dels bressols de la samba al Brasil, es localitza a la subprefectura de la Gran Tijuca; que administra els barris més tradicionals i valorats de la zona. És veí dels barris de Grajaú, a oest; Maracanã, a l'est; Andaraí i Tijuca al sud; i Engenho Novo, Sampaio, Riachuelo, Rocha i São Francisco Xavier, al nord, dels quals és separat per la Serra de l'Engenho Novo.
El barri de Vila Isabel és seu de la regió administrativa de Vila Isabel, que engloba els barris de Vila Isabel, Andaraí, Grajaú i Maracanã. El seu índex de qualitat de vida, l'any 2000, era de 0,901, el 27è millor de Rio, entre 126 barris avaluats, sent considerat alt.

## Història

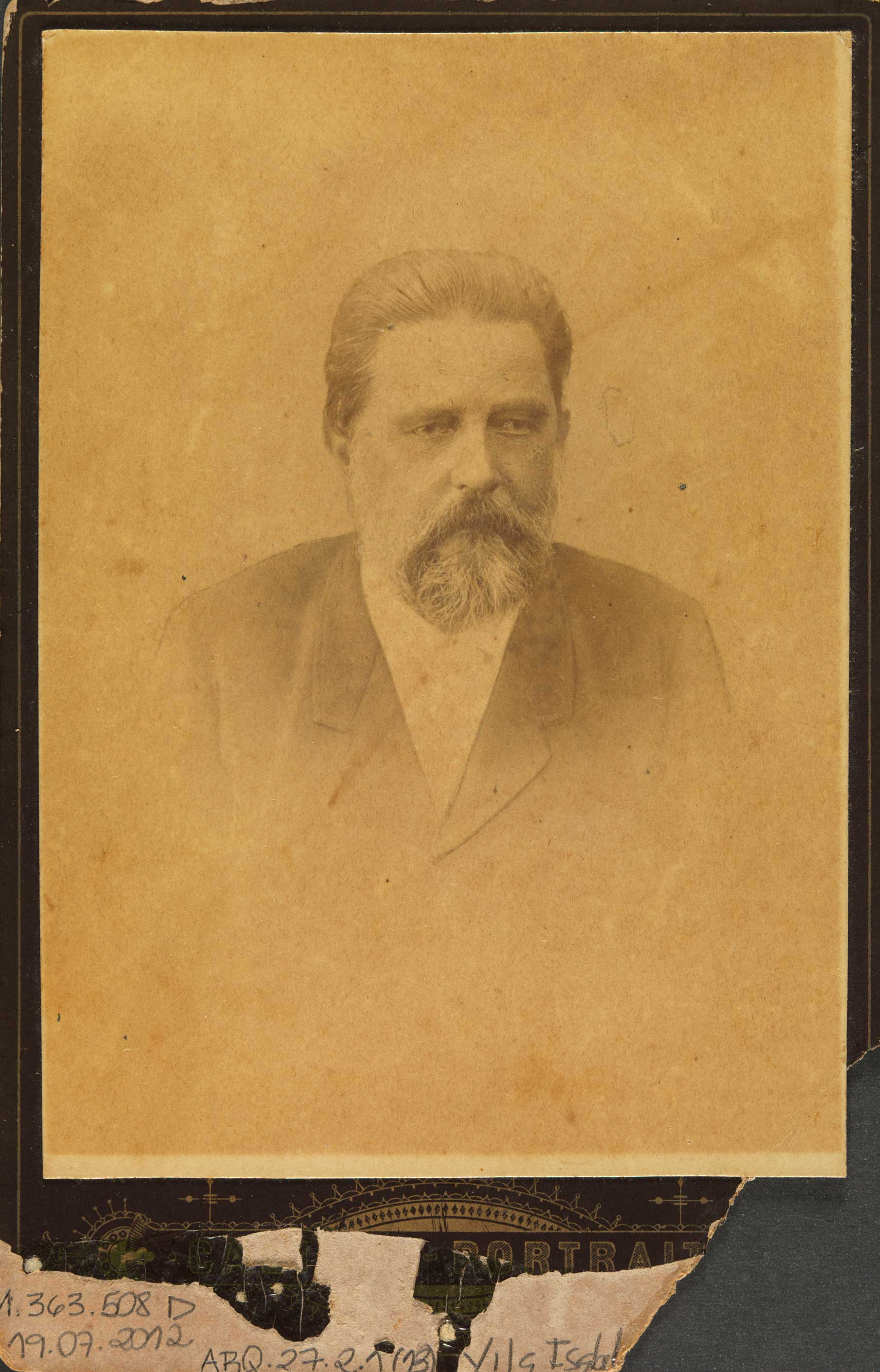
Baró de Drummond - Acervo Digital Afro-Brasiler Flickr

El barri va sorgir de l'esperit emprenedor de João Batista Viana Drummond, futur Baró de Drummond, un empresari progressista. Va adquirir les terres de la Imperial Quinta del Macaco, de propietat de l'Emperadriu Dona Amélia, quan, després de la promulgació de la Llei del Ventre Lliure el 1871, els esclaus de la propietat van ser alliberats. D'acord amb la descripció de la propietat adquirida pel Baró de Drumond, la Hisenda dels Macacos era delimitada al nord pel Morro dos Macacos, al sud pel Riu Joana (que corre al llarg de les avingudes Maxwell, Engenheiro Otacílio Negrão de Lima i Professor Manoel de Abreu), a l'est pel Carrer São Francisco Xavier i a l'oest pel Carrer Barão do Bom Retiro.
Abolicionista i amic de figures destacades que compartien els seus ideals polítics, Drummond va donar als carrers i places del lloc noms i dates al·lusius a la causa. La pròpia denominació del barri va ser un homenatge a la Princesa Isabel i la seva principal via, el Boulevard 28 de Setembro, és un homenatge a la data en què la Llei del Ventre Lliure va ser sancionada.
El barri va ser oficialment fundat el 3 de gener de 1872, inspirat en l'urbanisme parisenc. Per a urbanitzar-lo, Drummond va organitzar la Companhia Arquitetônica de Vila Isabel (1873), contractant l'arquitecte Francisco Joaquim Béthencourt da Silva, deixeble de Grandjean de Montigny.
Les terres de la hisenda estaven tallades per dues antigues carreteres, la del Macaco i la de Cabuçu, que es van convertir, respectivament, en el Boulevard 28 de Setembro i el Carrer Barão del Bom Retiro.
El sistema de transport - tramvies (bondes) a tracció animal – seria proveït per la Companhia Ferro-Carril de Vila Isabel, empresa també creada per Drummond per a explotar-ho (1873). Va ser inaugurat el 1875, connectant el barri amb el Centre.

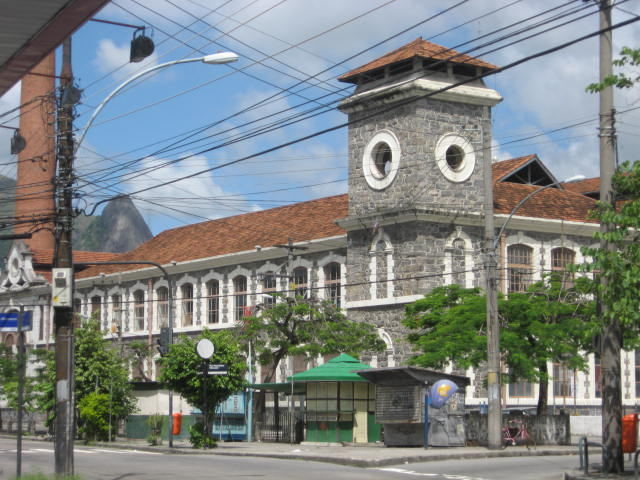
L'antiga fàbrica, avui un supermercat.

En el barri va existir la Companhia de Fiação i Tecidos Confiança Industrial, era una fàbrica de teixits localitzada a Aldeia Campista, entre els barris de Vila Isabel i d' Andaraí, en la zona nord de la ciutat del Rio, fundada en 1885. L'antiga fàbrica avui és un supermercat.
El barri té nou edificis protegits pel Patrimoni Històric. En l'antic Jardí Zoológic, el primer del Brasil, avui denominat Recanto do Trovador, el Baró de Drummond va crear el joc do bicho.
En l'inici del segle xx, el barri es va convertir en punt de trobada de músics i bohemis, com Noel Rosa, adquirint, llavors, la fama de barri bohemi. Enmig del Boulevard 28 de Setembro, es troba l'Església Matriu de Vila Isabel, la Basílica Nossa Senhora de Lourdes, que va rebre el títol de basílica menor, el 23 de maig de 1959, concedit pel Papa Joan XXIII. Als diumenges, de bon matí, les campanes de l'Església de Santo Antônio, la segona més gran, repiquen contínuament. Aquest temple queda dalt del morro, accedint-se per una llarga escala.

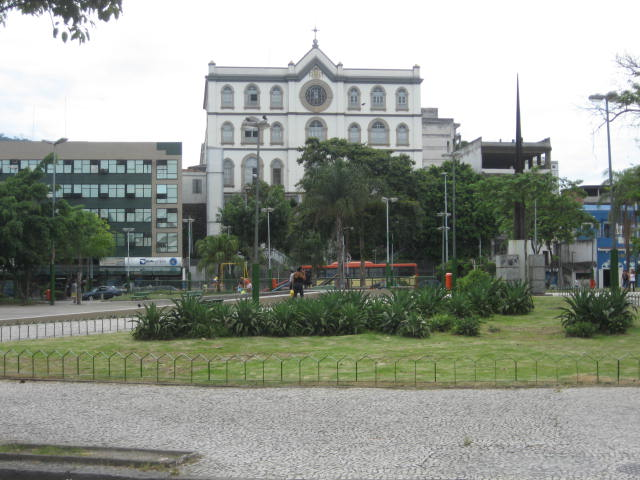
Plaça Barão de Drummond, antiga Plaça Sete de Março

## Cultura

### Música i poesia
Vila Isabel és famosa per la presència d'incomptables poetes i compositors que van néixer en el barri o que el van descobrir.
El més famós és Noel Rosa, que va néixer en el barri l'11 de desembre de 1910. A l'entrada del Boulevard 28 de Setembro, existeix una estàtua de mida natural del compositor en bronze, assegut en una taula sent atès per un cambrer. A la taula, està escrita la lletra de la música de Noel Conversa de botequim.
També podem destacar Martinho da Vila, que va afegir el nom del barri quan va crear el seu nom artístic.

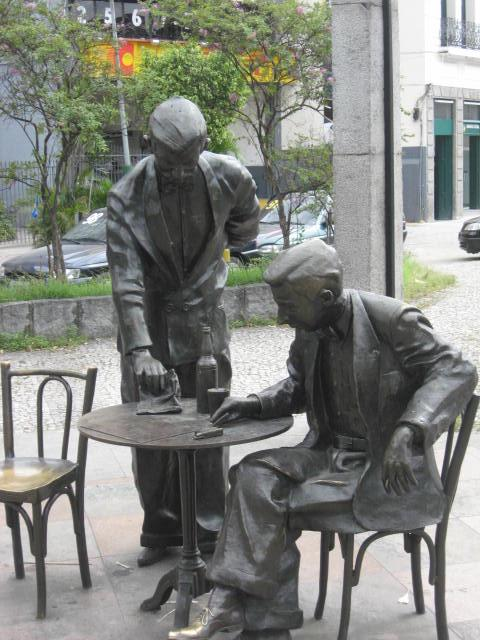
Estàtua de Noel Rosa localitzada a l'entrada de Vila Isabel

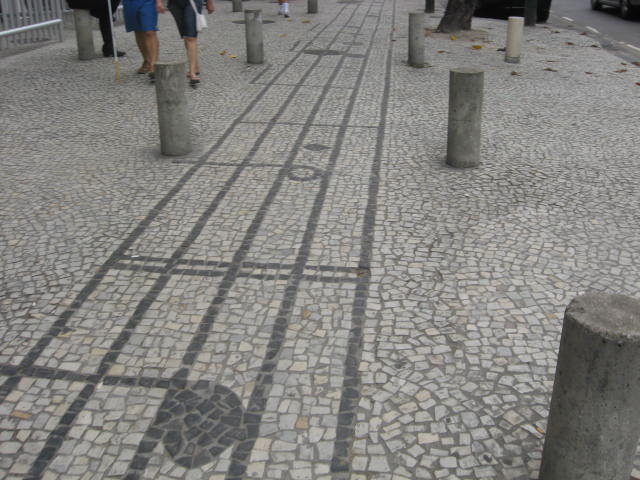
La calçada musical localitzada en el Boulevard 28 de Setembro

### Calçades musicals
Ja en el segle xx, el barri va guanyar fama com a barri de vida bohèmia i va ser la llar dels compositors Noel Rosa, Orestes Barbosa, Carlos Alberto Ferreira Braga, Almirante i molts altres. Vila de Noel significava, per a Rio, el que Ipanema va representar en la dècada de 1960, segons va afirmar el periodista i historiador Sérgio Cabral, pare del ex-governador de l'estat del Rio de Janeiro, Sérgio Cabral Fill.
El 1965, en les commemoracions de l'IV Centenari de la Ciutat del Rio de Janeiro, l'arquitecte Orlando Magdalena va tenir la idea de decorar les calçades del Boulevard 28 de Setembro amb pedres portugueses dissenyant partitures de música de grans compositors de la Música Popular Brasileira. La idea va ser duta al músic Almirante, que va escollir les músiques que compondrien les calçades.
Van ser, així, construïdes, des de la Plaça Maracanã, a l'inici del Boulevard 28 de Setembro, fins a la Plaça Barão de Drummond, les famoses calçades musicals de Vila Isabel, amb les partitures de les següents músiques:
- Cidade Maravilhosa - André Filho (a Praça Maracanã)[5]
- O Abre Alas - Chiquinha Gonzaga
- Pelo Telefone - Donga/Mauro de Almeida
- Mal-me-quer - Cristóvão de Alencar/Armando Reis/Newton Teixeira
- Feitiço da Vila - Noel Rosa/Oswaldo Gogliano - davant de l'Associação Atlética Vila Isabel
- Avemaria - Ertildes Campos/Jonas Neves
- Aquarela do Brasil - Ary Barroso
- Jura - Sinhô
- Carinhoso - Pixinguinha/Carlos Alberto Ferreira Braga
- Linda Flor - Henrique Vogeler/Luís Peixoto
- A Conquista do Ar - Eduardo das Neves
- Luar do Sertão - Catulo da Paixão Cearense/João Pernambuco
- Chão de Estrelas - Orestes Barbosa/Sílvio Caldas
- Linda Morena - Lamartine Babo
- A Voz do Violão - Francisco Alves/Horácio Campos
- Na Pavuna - Homero Dornellas/Almirante
- Primavera do Rio, de João de Barro - Ernesto Nazareth
- Apanhei-te Cavaquinho - Ernesto Nazareth
- Florisbela - Nássara/Frazão
- Renascer das cinzas - Martinho da Vila (aquesta última a la Praça Barão de Drummond).

### Samba
El barri acull l'escola de samba Vila Isabel, fundada per Seu China (Antônio Fernandes da Silveira), sortida del Salgueiro. D'inici, un simple bloc, amb els colors vermell i blanc, de seguida canviats per blau i blanc, quan va adoptar el nom Azul e Branco de Vila Isabel. Al carnaval de 1946, el bloc va decidir que, per a l'any següent, desfilaria com a escola de samba i va adoptar, des de llavors, el nom Grêmio Recreativo Escola de Samba Unidos de Vila Isabel.
El 1968, l'escola de samba va desfilar com l'enredo Quatro séculos de modas e costumes, tenint un model original de vestit del modista Paco Rabanne.
La escola es va consagrar definitivament el 1988, campiona del carnaval amb l'enredo Kizomba — Festa da Raça, idealitzat per Martinho de Vila, principal compositor de l'escola des de la segona meitat de la dècada del 1960. La samba-enredo va ser composta per Rodolpho de Souza, Jonas i Luiz Carlos da Vila.
Després d'anys sense un lloc d'assaig fix - assajant a l'Escola Equador, prop de la cantonada del Boulevard 28 de Setembro amb el Carrer Rocha Fragoso -, va acabar en el principal carrer del barri, on abans funcionava un garatge de bondes a la dècada de 1960, el garatge de la extinta Companhia de Transportes Coletivos i, posteriorment, una nau del Departament Estadual de Tràfic.

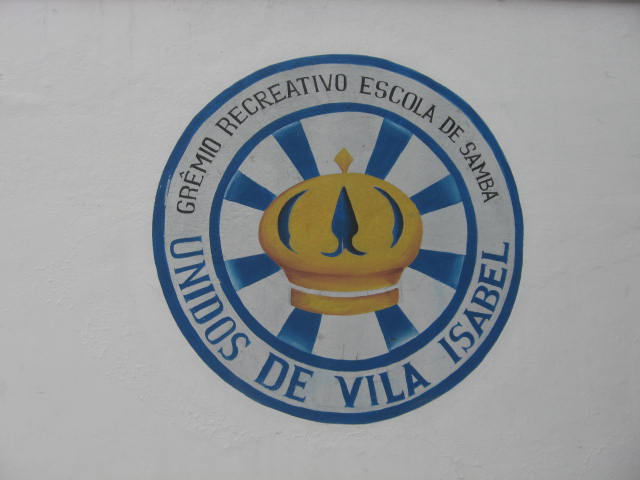
Logotip del Grêmio Recreativo Escola de Samba Unidos de Vila Isabel

El 2000, l'escola va ser rebaixada al Grup d'accés A. Cinc anys després, va retornar al grup principal del carnaval, després de ser campiona del Grup d'Accés l'any anterior amb l'enredo A Vila É Para Ti. L'any 2006, va ser la gran vencedora del carnaval, homenatjant Amèrica Llatina amb l'enredo Soy loco per ti America: A Vila canta A latinidade, del carnavalesc Alexandre Louzada. Vila va ser la campiona del carnaval carioca (2013). Duent per l'avinguda l'enredo: A vila canta o Brasil, celeiro do mundo - Água no feijão que chegou mais um, amb una samba signada per Martinho de Vila i Arlindo Cruz i desenvolupada per la carnavalesca Rosa Magalhães Vila va concloure la desfilada de segona ja aclamada com la gran campiona pel públic, el desig popular va ser concretat el dimecres de cendra. A Vila Isabel el carnaval va acabar el diumenge següent.